# 王新年
王新年 (1962年2月—)，安徽霍丘人，山东大学教授，中华人民共和国长江学者讲座教授，主要从事物理学研究。

## 生平
王新年毕业于山东大学物理系，2000年在山东大学担任“长江学者奖励计划”讲座教授。

## 社会兼职
2004年担任中国国家自然科学基金委员。